# Arthur Herbert Copeland
Arthur Herbert Copeland (Rochester, Nova Iorque, 22 de junho de 1898 – 6 de julho de 1970) foi um matemático estadunidense.
Obteve um doutorado na Universidade Harvard em 1926, orientado por Oliver Dimon Kellogg. Lecionou na Universidade Rice e na Universidade de Michigan. Seu interesse principal foi sobre os fundamentos da teoria das probabilidades.
Trabalhou com Paul Erdős sobre a constante de Copeland-Erdős. Seu filho, Arthur Herbert Copeland, Jr., é também um matemático.
Foi palestrantes do Congresso Internacional de Matemáticos em Oslo (1936).
Dentre seus alunos de doutorado consta Ronald Getoor.

## Publicações selecionadas
- «Note on the Fourier development of continuous functions». Bull. Amer. Math. Soc. 33 (6): 689–692. 1927. MR 1561449. doi:10.1090/s0002-9904-1927-04457-3
- «Types of motion of the gyroscope». Trans. Amer. Math. Soc. 30 (4): 737–764. 1928. MR 1501456. doi:10.1090/s0002-9947-1928-1501456-4
- «A mixture theorem for nonconservative mechanical systems». Bull. Amer. Math. Soc. 42 (12): 895–900. 1936. MR 1563461. doi:10.1090/s0002-9904-1936-06461-x
- «Consistency of the conditions determining Kollektivs». Trans. Amer. Math. Soc. 42 (3): 333–357. 1937. MR 1501925. doi:10.1090/s0002-9947-1937-1501925-2
- «A new definition of a Stieltjes integral». Bull. Amer. Math. Soc. 43 (8): 581–588. 1937. MR 1563591. doi:10.1090/s0002-9904-1937-06610-9
- «The Teaching of the Calculus of Probability». Notre Dame Mathematical Lectures, Number 4. Notre Dame, Indiana: University of Notre Dame Press. 1944. pp. 31–43
- com Paul Erdős: «Note on normal numbers». Bull. Amer. Math. Soc. 52 (10): 857–860. 1946. MR 0017743. doi:10.1090/s0002-9904-1946-08657-7
- com Frank Harary: «The extension of an arbitrary Boolean algebra to an implicative Boolean algebra». Proc. Amer. Math. Soc. 4: 751–758. 1953. MR 0057229. doi:10.1090/s0002-9939-1953-0057229-5
- Geometry, algebra, and trigonometry by vector methods. NY: Macmillan. 1962. p. 298